# Trainspotters
Trainspotters är en svensk rapduo från Umeå bestående av Erk och George Kaplan. Gruppen har varit aktiv sedan 2004, turnerat i Europa och USA samt släppt vinyl och CD i Japan. Trainspotters ingår också i kollektivet Random Bastards vilket fungerar som skiv- och bokningsbolag samt distributör av musik och merchandise.
Debutalbumet Dirty North, producerat av Umeåproducenten Academics, nominerades till P3 Guld 2011 i kategorin "Årets hiphop/soul". Skivan gästas av Kastaway från Chicago, Eboi och That Dude Prince från Stockholm samt Cleo från Umeå. Den sistnämnda är precis som Trainspotters medverkande på The Salazar Brothers och Ametist Azordegans samlingsalbum Evolution, som släpptes hösten 2010 via Bonnier Amigo och Redline Records. Musikvideon till Trainspotters singel Fan First släpptes sommaren 2010.

## Diskografi

### Album
- 2010 – Dirty North (LP, Digital)
- 2011 – Dirty North (LP, CD)
- 2013 – Bastards! (LP, CD, Digital)
- 2016 – Skate Or Die (Digital)
- 2017 – Lucid Dreamin (Digital)
- 2018 – Disconnect

### Övrigt
- Progress (Demo, kassett) 2004
- Obstacles (Mixtape, CD) 2005
- Feel The Vibe (Singel, CD) 2006
- Breakthrough (Singel, 12") 2007
- The Duck Tape (Mixtape, CD) 2007
- Feel The Vibe (Singel, Japan 12") 2007
- Rewind & Kap (EP, 12") 2008
- The Grip Tape (Mixtape, CD) 2009
- Dirty North (Full length album, CD) 2010
- Best Of Trainspotters (Remixalbum, Japan CD) 2010
- Dirty North / Nord sale - ICBM remixes (Remixalbum, Digital) 2011